# Формикетти, Никола
Никола Формикетти (англ. Nicola Formichetti, 31 мая 1977, Токио, Япония) — дизайнер, модельер итальяно-японского происхождения. Стал наиболее известен, когда вступил в должность креативного директора французского модного дома MUGLER, а также работой с певицей Леди Гагой. Формикетти известен как модный директор Vogue Hommes Japan, ответственный редактор ряда других модных журналов, модный директор Uniqlo. В ноябре 2010 года Никола был назван одним из «самых влиятельных творческих личностей, работающих в мире моды сейчас». В следующем месяце он был награждён премией Изабеллы Блоу как Fasion Creator 2010 Британской моды.

## Биография
Сын японской стюардессы и пилота из Италии, Формикетти родился в Японии, рос в Риме и в Токио. В детстве он обучался игре на фортепиано, музыкой он продолжает увлекаться по сей день. Никола мечтал переехать в Лондон, поэтому поступление в архитектурную школу стало отличным поводом для смены места жительства. Никола рассказывал, что вместо того, чтобы ходить в школу, он просто заходил в неё, проходил насквозь и покидал здание через задний выход, после чего убегал в город, так было на протяжении трёх лет. Он часто бывал в клубах и на модных вечеринках.  Формикетти устроился на работу в модный бутик «The Pineal Eye», там он достиг позиции художественного руководителя и работал на этой должности в течение двух лет.

## Карьера
Во врeмя работы Формикетти в «The Pineal Eye», его заметила редактор модного журнала Кэти Энгланд и предложила писать ежемесячную страницу в журнале Dazed & Confused под названием «Eye Spy». В 2005 году Формикетти стал директором журнала, а в 2008 году  - креативным директором этого журнала. Работа в Dazed & Confused привела его к другим модным журналам, в том числе V, Another Magazine, Arena Homme + и Harper's Bazaar USA. Формикетти сотрудничал с модельером Кимом  Джонсом при создании его коллекции и во время модного показа. Также  работал с такими домами моды, как Dolce & Gabbana, Alexander McQueen, Gareth Pugh, Carri «Cassette Playa» Mundane, Prada, Missoni, Iceberg, и такими брендами, как Nike, Umbro, Puma, Stussy, Topman, H&M, и Edwin. Формикетти сотрудничал с известными модными фотографами: Ником Найтом, Хеди Слиман, Терри Ричардсоном, Стивеном Кляйном, и Оливьеро Тоскани и другими.

### Lady Gaga

#### 2009—2010
Никола начал сотрудничать с Lady Gaga, как её стилист, или правильнее - модный директор, в начале мая 2009 года. Формикетти позже говорил: "Это была мгновенная любовь". Впервые они встретились после съёмки фотосессии для V61 (сентябрьский выпуск) с Марио Тестино. В июне следующего года он стал директором по костюмам на её выступление 2009 Much Music Video Awards, и после этого продолжил выступать в должности директора по костюмам во многих важных и значимых выступлениях Гаги, в том числе на 2009 MTV Video Music Awards в сентябре, где она появилась в четырёх платьях от Жан-Поля Готье и в одном от Александра Маккуина, на Saturday Night Live она была одета в орбиты, вращающиеся по оси, под металл от Назира Мазхара, а затем на Royal Variety Performance в декабре, где она появилась в латексном платье от Atsuko Kudo. Осенью того же года Леди Гага появляется в журнале Vogue Hommes Japan, в статье под заголовком «Lady Gaga & Araki’s Tokyo Love», фотографом выступил Нобуеси Араки, креативным директором опять же выступил Никола Формикетти. Их первая совместная работа в клипе имела огромный успех — это был Bad Romance, режиссёром выступил Фрэнсис Лоуренс, позже клип стал видео года, а затем выиграл Грэмми в номинации «Лучшее короткометражное музыкальное видео». В клипе Гага появляется в нескольких костюмах и пар обуви от Александра МакКуина, в орбите от Назира Мазхара, а также в «diamond crown», созданный Франком Фернандесом, а также модным домом певицы «Haus of Gaga». Он также выступил в качестве стилиста и костюмера для турне певицы The Monster Ball Tour. Никола также был стилистом для фотосессии The Fame Monster (фотограф Хеди Слиман).